# Oasi Lago Salso
L’Oasi Lago Salso è un'area naturale protetta ubicata nei pressi di Manfredonia, in Puglia. Gestita da una società formata dal Parco Nazionale del Gargano e dal Centro Studi Naturalistici onlus - Pro Natura, è costituita da 540 ettari di zona umida alimentata dal torrente Cervaro. L'area è classificata come sito di importanza comunitaria (SIC IT9110005) e come zona di protezione speciale (ZPS IT9110038).

## Storia
La bonifica del lago Salso, cominciata a fine Ottocento e poi realizzata soprattutto dagli anni trenta in poi ad opera del Consorzio di Bonifica della Capitanata, ha comportato modifiche strutturali di tutte le zone umide di Capitanata.

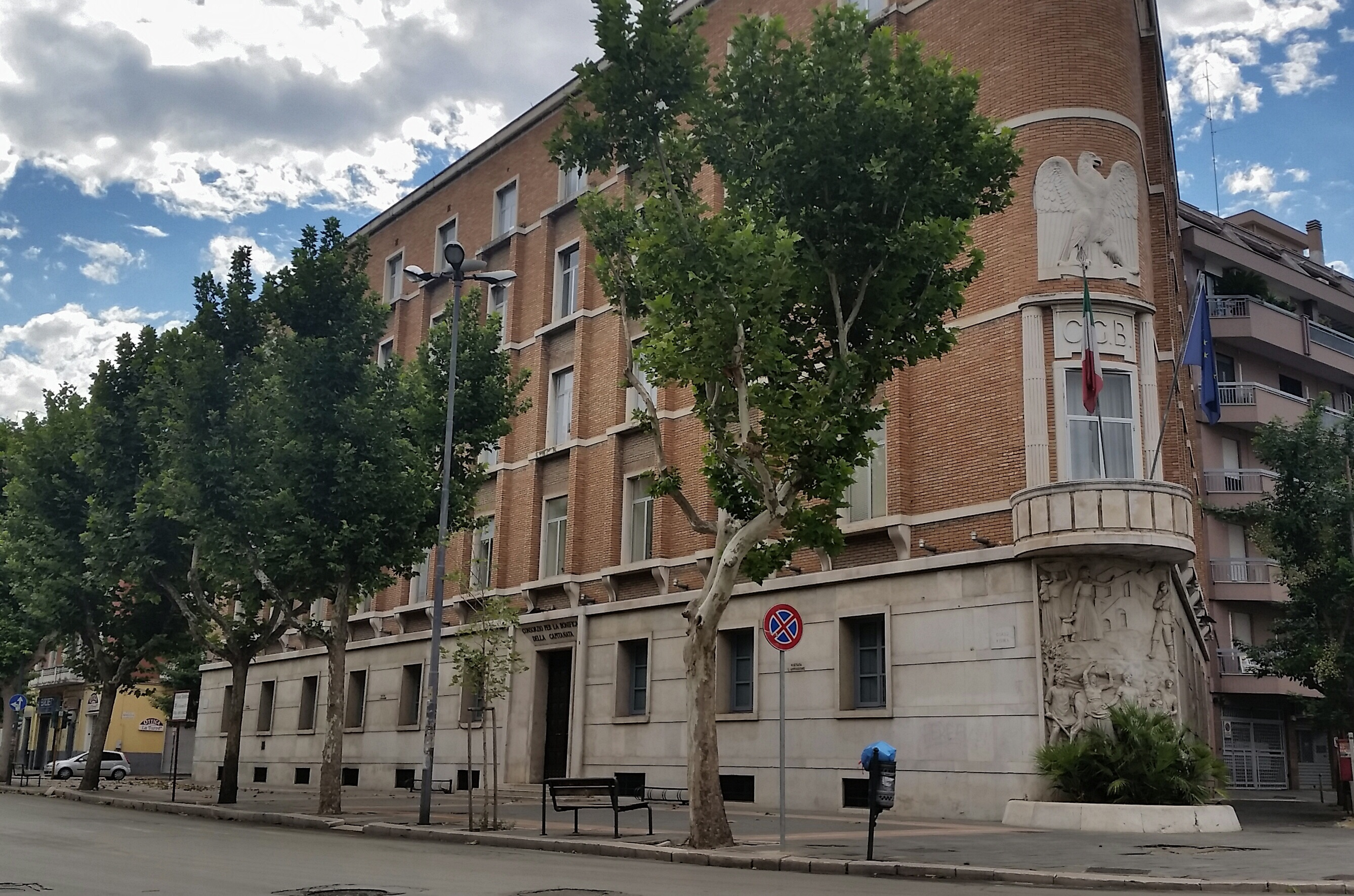
Sede del Consorzio di Bonifica della Capitanata a Foggia, in Corso Roma

Il lago Salso, originariamente vasto circa 4000 ha, era alimentato da canali provenienti dal Candelaro e dal Cervaro; negli anni cinquanta il Consorzio costruì le vasche di colmata.
Verso la metà degli anni sessanta la Cassa per il Mezzogiorno proseguì le azioni di bonifica che causeranno la scomparsa di ambienti di grande ricchezza dal punto di vista della biodiversità. Tali opere portarono alla realizzazione di un'area arginata (valle) di circa 541 ha, che riceve le acque soprattutto dal canale Roncone collegato direttamente al torrente Cervaro, mentre il torrente Candelaro divide ad ovest tale area con la palude di Frattarolo, un'area umida decisamente più salmastra e solo periodicamente allagata.
La valle è costituita da tre vasche arginate: da ovest verso est troviamo Valle Alta, Valle di Mezzo e Valle Bassa o lago Salso (quest'ultima porzione è più profonda rispetto alle altre due vasche). La profondità media delle acque delle prime due vasche è, infatti, normalmente sotto il metro a seconda del livello stagionale e delle esigenze gestionali, mentre il lago Salso è compreso tra 50 e 150/170 cm.
Con la perimetrazione del Parco nazionale del Gargano, nel 1992, nell'area non è più ammessa l'attività venatoria, in quanto parte integrante del Parco, ripartita tra zona 1 e zona 2.
Entrambe le aree (agricola e valliva) rientrano attualmente nel Parco Nazionale del Gargano istituito con G.U. n. 300 del 22/12/92. per un totale di 1041 ha; la parte agricola viene coltivata in biologico.
Attualmente, l'Oasi Lago Salso, con il passaggio annuale di oltre 200 specie di uccelli, rappresenta una delle zone umide più importanti del bacino del mediterraneo.
Come accennato sopra, il Parco nazionale del Gargano ha acquisito nel 1999 l'attuale Oasi di Lago Salso. In pochissimi mesi l'ente comincia ad attuare una serie di interventi volti a valorizzare la palude, sita nei pressi di Manfredonia. È stata avviata anche la costituzione di una società mista, costituita dall'Ente Parco, dal comune di Manfredonia e da altre due società, che hanno dato origine all'Oasi Lago Salso. La società voluta dal Comune di Manfredonia e dal Ministero dell'ambiente si pone come obiettivo la rivalutazione della zona e dal punto di vista agricolo e dal punto di vista naturalistico. Bisogna poi ricordare che la manutenzione della palude di Lago Salso ha dato occupazione a cinquanta lavoratori ex socialmente utili.
Grazie alla convenzione con il "Centro Studi Naturalistici Onlus", affiliato alla Federazione Nazionale Pro Natura, vengono svolte sia attività didattiche che di ricerca sulla fauna e sulla flora dell'Oasi.
Il centro gestito della LIPU si occupa invece nello specifico della reintroduzione del gobbo rugginoso (Oxyura leucocephala).

## Flora
La vegetazione è costituita in prevalenza da canneti (Phragmites australis) e tifa (Typha angustifolia). Nel periodo primaverile ed estivo fioriscono l'iris d'acqua (Iris pseudacorus) e la salcerella (Lythrum salicaria). Lungo gli argini crescono tipiche piante di acqua dolce: idrofite come il ranuncolo d'acqua (Ranunculus trichophyllus), l'utricularia (Utricularia australis) e piante da terreni paludosi come la suaeda (Suaeda fruticosa).

## Fauna

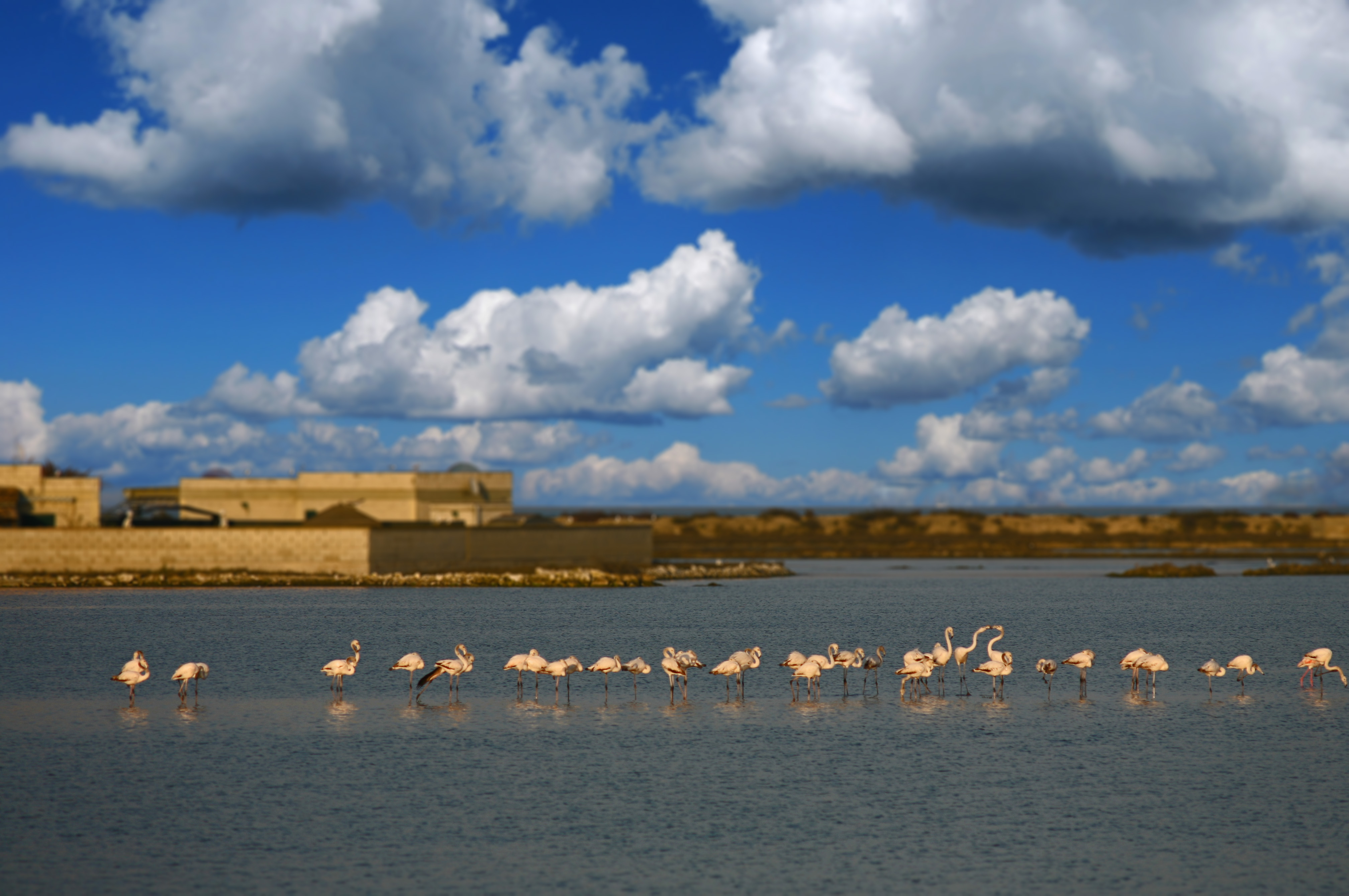
Fenicotteri rosa

L'area costituisce una zona umida di notevole interesse per la presenza di diverse specie di uccelli; risulta essere il rifugio preferito di anatre: alzavole, fischioni, germani reali, marzaiole, rare morette tabaccate e moriglioni, nonché di altre specie di volatili, tra cui va segnalata la presenza di falchi di palude, folaghe, gallinelle d'acqua, martin pescatori, pendolini, svassi, gru e cavalieri d'Italia. Sono presenti anche varie specie di aironi (rossi, cinerini e, occasionalmente, anche aironi bianchi).
Inoltre, è stata creata una colonia protetta di gobbi rugginosi, uccelli a rischio d'estinzione, presenti solo qui ed in Veneto.
Nel periodo autunnale ed invernale è possibile osservare gli storni, il falco pellegrino e il falco di palude.
Tra gli animali più interessanti da citare si annoverano le oche (di passaggio), il falco pescatore, la spatola, il mignattaio, il basettino, l'aquila anatraia, l'albanella reale, la cicogna bianca, la cicogna nera, il fenicottero rosa e la gru.
Le acque limacciose offrono rifugio a pesci di acqua dolce come cavedano, carpa, pesce gatto e tinca.
La presenza di rettili è costituita da esemplari di biacco, cervone e saettone a cui si aggiungono esemplari di testuggine palustre, biscia dal collare e biscia tassellata.
La fauna è caratterizzata anche dalla presenza di mammiferi quali la donnola, la faina, il tasso, il riccio comune, il toporagno d'acqua, la volpe e, una volta, anche la lontra.

## Strutture ricettive
L'oasi si può visitare grazie a barche elettriche per esplorare l'intera valle o torrette situate lungo un percorso di cinque chilometri.

## Accesso
L'oasi è raggiungibile dalla SP 141 delle Saline, al km 7,200.